# مقلد بزرگ (آلبوم هالزی)
مقلد بزرگ (به انگلیسی: The Great Impersonator) پنجمین آلبوم استودیویی از خوانندهٔ آمریکایی هالزی می‌باشد که در ۲۵ اکتبر سال ۲۰۲۴ از سوی کلمبیا رکوردز منتشر گردید. این اولین آلبوم کامل وی می‌باشد که پس از اگر نمی‌توانم عشق داشته باشم، قدرت می‌خواهم (۲۰۲۱) می‌آید.